# Kirchenrepublik Deutschland
Kirchenrepublik Deutschland ist ein 2015 veröffentlichtes Buch von Carsten Frerk. Es hat den Untertitel Christlicher Lobbyismus. Eine Annäherung und untersucht die Rolle der Kirchen als politische und wirtschaftliche Akteure.

## Inhalt
Worum es in dem Buch geht, beschreibt der Autor wie folgt: „Wir leben in einem demokratischen Rechtsstaat, in dem alle Menschen vor dem Gesetz gleich sind. Niemand darf wegen seines Geschlechtes, seiner Abstammung, seiner Sprache, seiner Heimat und Herkunft, seines Glaubens, seiner religiösen oder politischen Anschauungen benachteiligt oder bevorzugt werden. So ist die Theorie. In der Praxis […] haben zwei Organisationen erreicht, dass Politiker und Juristen ihnen einen rechtseigenen Raum gewähren, in dem eben diese Gleichheitsgrundsätze nur eingeschränkt gelten. Es sind die beiden ‚Amtskirchen‘.“
Das Buch ist in die folgenden acht Hauptkapitel gegliedert:

### Kirchlicher Lobbyismus
In dem Kapitel „Kirchlicher Lobbyismus“ beleuchtet Frerk die Rolle der Kirchen als Akteure in der Demokratie und deren eigene demokratische Legitimation. Lobbyismus wird als ein grundlegendes Merkmal westlicher Demokratie betrachtet, bei dem verschiedene Interessengruppen unterschiedliche Ziele verfolgen. Kirchlicher Lobbyismus, so Frerk, unterscheide sich jedoch von anderen, da die Kirchen ihre Anhänger bereits in jungen Jahren in ihren Glauben einführen, was einen emotionalen Einfluss auf den später erwachsenen Gläubigen haben kann, wenn er politischer Entscheidungsträger geworden sei. Ferner wird die Frage nach der Legitimation der Kirchen als demokratische Akteure aufgeworfen, da ihre Grundsätze und Regeln oft im Widerspruch zu modernen demokratischen Prinzipien stünden. Die Wahlbeteiligung bei innerkirchlichen Wahlen wird als gering betrachtet, was Zweifel an ihrer demokratischen Legitimation aufwerfe. Trotzdem hätten die Kirchen großen Einfluss auf politische Entscheidungen genommen und sich als Gesprächspartner für demokratische Institutionen in Deutschland etabliert.

### Historische Konstanten
Frerk beschreibt das langjährige Verhältnis zwischen Staat und Kirche in Europa über einen Zeitraum von etwa 1.600 Jahren. Er hebt verschiedene historische Eckpunkte hervor: Das Jahr 380 n. Chr., als Kaiser Theodosius das trinitarische Christentum zur Staatsreligion erklärte und andere Varianten verbot, was religiöse Intoleranz einleitete; die Entwicklung einer eigenen territorialen und finanziellen Machtbasis durch die katholische Kirche im Laufe der Zeit; die bedeutende Rolle von Staat und Kirche im Mittelalter, insbesondere während des Investiturstreits; die Auflösung geistlicher Territorien zugunsten weltlicher Fürsten im Jahr 1803; die Weimarer Nationalversammlung von 1919, die sich mit dem Verhältnis von Staat und Kirche sowie der Kirchenfinanzierung befasste; das NS-Regime von 1933 bis 1945, in denen die Kirchen unterschiedliche Haltungen zum Nationalsozialismus einnahmen und die Stärkung der politischen und gesellschaftlichen Rolle der katholischen Kirche in Deutschland nach 1945. Er betont, dass die vollständige Trennung von Staat und Kirche in der Bundesrepublik Deutschland nicht erfolgt sei und der Kirche Sonderrechte und Eigenwege ermöglicht seien.

### Lobbyismus von außen
Dieses Kapitel ist das umfangreichste des Buches und bietet einen Einblick in die vielfältigen Aktivitäten und Einflussmöglichkeiten der Kirchen. Es reicht von den rechtlichen Grundlagen und dem „Böckenförde-Diktum“ über das Katholische Büro und das Evangelische Büro bei der Bundesregierung und dem Bundestag, den kirchlichen Büros in den Bundesländern bis hin zu strukturellen Aspekten der politischen Einflussnahme auf die Wirtschaft und Geldfluss im Raum der Kirchen. Es werden zahlreiche Personen und Beispiele aufgeführt.

### Lobbyismus von innen
Frerk stellt eine Problematik des kirchlichen Lobbyismus innerhalb der Bundesregierung und der Landesregierungen fest. Er weist anhand vieler Beispiele auf problematische Seitenwechsel zwischen kirchlichen Organisationen und staatlichen Stellen hin, was zu einem Dunstkreis der Korruption geführt habe. Der Begriff des gekaperten Staates wird von ihm in den Kontext der Kirchen eingeführt. Das Kapitel zeigt, wie der Lobbyismus Einfluss auf verschiedene Ministerien und Regierungsebenen ausübt, angefangen beim Bundespräsidialamt und der Bundespräsidialverwaltung, über Ministerien und Behörden bei Bund und Ländern bis hin zu Kirchenreferenten bei den Landesregierungen. Insgesamt betont er, wie kirchlicher Lobbyismus die politische Entscheidungsfindung von innen heraus beeinflusst und Fragen zur Integrität und Transparenz aufwirft.

### Medien
Frerk zeigt, wie die Kirchen durch strategisches Lobbying und personelle Vernetzungen Einfluss auf die Medienlandschaft nehmen. Er stellt die Ansätze der kirchlichen Nachrichtenagenturen wie die Katholische Nachrichten-Agentur, die Nachwuchsförderung über das Institut zur Förderung des publizistischen Nachwuchses (ifp) und die Gesellschaft katholischer Publizisten (GKP) dar und beschreibt die strategische Organisation kirchlicher Medienarbeit. Dabei kritisiert er, dass die kirchliche Mitwirkung im öffentlich-rechtlichen Rundfunk verfassungsrechtlich nicht zwingend begründet sei. Es wird auf Beispiele im Deutschlandfunk, Deutschlandradio und Rundfunk Berlin-Brandenburg (RBB) hingewiesen, in denen Kirchenvertreter in Rundfunkräten und Senderleitungen aktiv sind und Einfluss auf die Programmgestaltung ausüben.

### Wissenschaft
Die Bedeutung kirchlicher Einflussnahme auf Wissenschaftler und den Wissenschaftsbetrieb wird in diesem Kapitel kritisch bewertet. Es wird die Rolle von Gymnasien, Studienförderungswerken wie Cusanuswerk und Evangelische Studienwerk Villigst oder der Görres-Gesellschaft bei der Förderung von Loyalitäten und Netzwerken herausgestellt. Das Kapitel nennt Beispiele, wie die Kirchen versuchen, wissenschaftliche Veröffentlichungen in ihrem Sinne zu steuern. Des Weiteren wird das Staatskirchenrecht angesprochen, in dem religiöse Überzeugungen oft eine Rolle spielen würden. Die herrschende Meinung unter den Staatskirchenrechtlern sei kirchengenehm, und es gebe nur wenige unabhängige Fachleute. Frerk kritisiert, wie die Kirchen ihre Präsenz in der Wissenschaft und im Staatskirchenrecht nutzen, um Einfluss auf die Bildung von Eliten und auf politische und rechtliche Entwicklungen in Deutschland zu nehmen. Ein Beispiel aus dem Bundesministerium des Innern aus dem Jahr 2013 wird angeführt, laut dem Juristen mit bestimmten politischen und religiösen Hintergründen bevorzugt im öffentlichen Dienst eingestellt wurden.

### Bundesverfassungsgericht
Frerk weist anhand von drei Beispielen auf Schieflagen im Bereich des Bundesverfassungsgerichts (BVerfG) hin. Erstens, Religionseintrag auf der Lohnsteuerkarte: Die Einführung des Religionseintrags auf der Lohnsteuerkarte wurde durch die NS-Regierung eingeführt und nach 1945 beibehalten. Das BVerfG habe Klagen zur Streichung dieses Religionseintrags stets abgewiesen, obwohl dieser individuelle Informationen zur Religionszugehörigkeit offenlege. Zweitens, Selbstbestimmungsrecht der Kirchen: Das BVerfG habe das Selbstbestimmungsrecht der Kirchen stark betont, es expansiv interpretiert und damit klerikale Interessenjurisprudenz betrieben. Die Kirchen hätten damit einen rechtseigenen Raum schaffen können, der außerhalb der allgemeinen bürgerlichen Rechtsordnung liege. Drittens, päpstliche Dekorationen: Richter des Bundesverfassungsgerichts seien vielfach mit päpstlichen Orden ausgezeichnet worden, darunter Gebhard Müller mit dem Großkreuz des Pius-Ordens, Ernst Träger mit dem Komturkreuz mit Stern des Gregoriusordens, Ernst-Wolfgang Böckenförde mit dem Komturkreuz des Gregoriusordens, Willi Geiger mit Gregoriusorden, Engelbert Niebler mit dem Großkreuz des Silvesterordens, Ernst-Gottfried Mahrenholz mit dem Komturkreuz mit Stern des Silvesterordens und Paul Kirchhof mit dem Komturkreuz des Silvesterordens. All dies werfe Fragen zur Unabhängigkeit des Gerichts auf.

### Fazit
Im Fazit stellt Frerk fest, dass die Mitgliederzahlen der Kirchen rückläufig sind, und Kirchen in Deutschland ihre Eigenschaft als Volkskirchen verloren haben. Dennoch würden die Kirchen ihren Einfluss und ihre Macht im politischen System Deutschlands bewahren und teilweise ausbauen. Die Kirchensteuereinnahmen, staatlichen Zuwendungen und die Staatsleistungen stiegen heute weiterhin an, auch die Mitarbeiterzahlen in den Kirchen, und die Kirchen seien auf breiter Basis aktiv in der Lobbyarbeit und der Gestaltung von Gesetzestexten und staatlichen Entscheidungsprozessen tätig. Zur komparativen Bewertung des Erfolgs des kirchlichen Lobbyismus wird der Leiter des katholischen Kommissariats der deutschen Bischöfe in Berlin, Karl Jüsten, zitiert: „Unser Erfolg beeindruckt manchmal auch die Bankenlobby oder die Atomlobby.“ Frerk weist auf die Existenz einer „Kirchenrepublik“ hin, die parallel zur parlamentarischen Demokratie und dem Staatsaufbau existiere. Die Kirchen agierten demnach als eine Art Nebenregierung und nutzen ihren Lobbyismus. Dies geschehe oft im Verborgenen. Die Camouflage ihrer wirtschaftlichen Interessen und der Einsatz von Seelsorgern trügen zur Vertrauensbildung und zur Öffnung von Türen in Politik und Verwaltung bei. Dieser Lobbyismus würde durch Gesetze und Rechtsprechung unterstützt und werfe letztlich die Frage zur Verfasstheit der Demokratie in Deutschland auf.
Das Buch entstand im Forschungsauftrag des Internationalen Bundes der Konfessionslosen und Atheisten (IBKA), verbunden mit einem 20-monatigen Stipendium. Es wurde zudem von der Giordano-Bruno-Stiftung (gbs) gefördert.

## Rezeption
Am 10. November 2015 wurde das Buch im Haus der Bundespressekonferenz im Beisein von Carsten Frerk von Ingrid Matthäus-Maier, Jacqueline Neumann und Daniela Wakonigg vorgestellt.
Im Deutschlandfunk und in der Wirtschaftswoche erschienen Interviews mit dem Autor zu den Kernaussagen des Buches.
Das MiGAZIN rezipierte verschiedenen Aussagen aus dem Buch. So wird genannt, dass die Kirchen für ihre Lobbyarbeit mehr Personal einsetzen würden als große Wirtschaftsverbände, rund 100 Lobbyisten beim Bund, in den Bundesländern und Parlamenten, und dass in vielen Bereichen die Kirchen weiterhin den Lebensalltag beeinflussen würden, obwohl die Mehrheit der Bevölkerung keiner Religion mehr angehöre und säkulare Einstellungen vorherrschten.
Im Portal für Politikwissenschaft machte Ulrich Heisterkamp in seiner Rezension eine „bisweilen arg tendenziöse Sichtweise“ aus, wenn der Autor mit Blick auf Deutschland vom staatskirchenrechtlichen „Schlaraffenland“ spreche, „klerikale Völlerei“ (S. 17) anprangere und den Kirchen pauschal die „lobbyistische Leugnung finanzieller und wirtschaftlicher Interessen“ (S. 21) vorhalte. Die beiden komplementären Kapitel „Lobbyismus von außen“ und „Lobbyismus von innen“ würden das Herzstück der empirischen Bestandserhebung bilden, seien jedoch mit allzu vielen skizzenhaften Personenporträts überfrachtet. Angesichts der fortschreitenden Säkularisierung seien einige Aussagen „alarmistisch‑übertrieben“.
Für Transparency International Deutschland rezensierte Konrad Stege das Buch und stellte fest, dass es „wichtige Hinweise“ liefere, „warum unsere Wirklichkeit sich in einigen Punkten vom ursprünglichen Ziel der Staatsneutralitat allen Glaubensrichtungen gegenüber entfernt hat und das Religionsverfassungsrecht des Grundgesetzes nicht (mehr) korrekt abbildet.“ Allerdings leide Frerks Darstellung unter „teilweise länglichen Aufzahlungen von Personalien in Bundes- und Landesministerien sowie regionalen 'Kirchen Büros', die wenig Erhellendes zu seiner eigentlichen Kritik beitragen.“ Bei personellen Seitenwechseln zwischen kirchlichen Dienststellen und Ministerien sogleich den Dunstkreis der Korruption zu wittern, erschiene übertrieben. Stege fordert abschließend, dass eine „erneuerte, vorurteilsfreie Debatte“ geführt werden müsse, „ob Deutschland eine ‚Kirchenrepublik‘“ sei.
Der Politikwissenschaftler Armin Pfahl-Traughber schreibt in seiner Rezension im Humanistischen Pressedienst (hpd), dass die „Fülle von Informationen beeindrucken“ und einen „überzeugenden Beleg“ liefern für demokratietheoretisch überaus problematische Einflussnahmen. Frerk schließe mit dem Buch eine Lücke in der bisherigen Forschung. Allerdings konzentriere sich Frerk mitunter zu sehr auf einzelne Einrichtungen oder Personen. Zwar fände man immer wieder Ausführungen, die auf die demokratietheoretische Legitimationsproblematik und die vergleichende Lobbyforschung inhaltlich bezogen seien, doch der Rezensent hätte sich mehr davon gewünscht. Denn, so sein Fazit: „die Einsichten sollten nicht in der imponierenden Faktenfülle untergehen.“
Ebenfalls im hpd bewertet Uwe Lehnert das Buch als „überaus verdienstvolle Arbeit“. Er hätte sich jedoch mehr grundsätzliche Überlegungen gewünscht, die die „demokratiezerstörende Untergrundarbeit der Kirchen bloßlegen“, und Wegweisungen dazu, wie die Trennung von Staat und Kirche umgesetzt werden könne.
Eine positive Aufnahme des Buches erfolgte in weiteren Rezensionen in Humanismus Aktuell und MIZ.
Das Bistum Trier kritisierte mit Bezug auf den Buchtitel anlässlich einer Buskampagne im Jahr 2019, dass ein „Zerrbild einer 'Kirchenrepublik Deutschland'“ gezeichnet werde, wonach die Politik „in einer 'christlichen Filterblase' gefangen ist und die Bürger durch kirchlich beeinflusste Gesetze in ihrer Freiheit eingeschränkt und gegängelt werden.“

## Ausgabe
- Kirchenrepublik Deutschland. Christlicher Lobbyismus. Eine Annäherung. Alibri, Aschaffenburg 2015, ISBN 978-3-86569-190-3